# Svið
Svið é um prato tradicional da culinária islandesa, que consiste em uma cabeça de ovelha cortada o meio, chamuscada para ter os pêlos removidos, e cozida após ter o cérebro retirado. Às vezes ela também pode ser curada em ácido láctico.
Svið originalmente surgiu para utilizar todas as partes do animal abatido. Ela é parte do þorramatur, um conjunto de comidas tradicionais islandesas que são servidas como um buffet, especialmente durante o festival Þorrablót, do solstício de inverno. O prato é usado como base para sviðasulta (cabeça de xara ou queijo-de-cabeça), iguaria feita de pedaços de svið amassadas em pães gelatinosos conservados em soro de leite. Pratos semelhantes também podem ser encontrados em outros países nórdicos, como smalahove na Noruega e seyðahøvd nas Ilhas Faroé.
Ao comer svið, as orelhas são por vezes considerado tabu, devido à superstição de que quando as orelhas marcadas pelo dono do animal são removidas, o que comê-las vai ser acusado de roubo. Também acredita-se que se o pequeno osso localizado embaixo da língua não estiver quebrado, uma criança que ainda não aprendeu a falar vai se tornar muda.
Os olhos da ovelha são considerados por muitos islandeses a parte mais saborosa do prato.

## Preparação
O prato começa a ser preparado com a queima dos pêlos, e então com a limpeza da cabeça sob água fria corrente, dando-se atenção especial aos olhos e às orelhas. A cabeça deve ser serrada ao meio, no sentido longitudinal, e o cérebro removido; se a cabeça da ovelha for congelada previamente, a remoção do órgão é mais fácil. O cérebro pode ser cozido junto com a pele, posteriormente. Após esse procedimento, a cabeça é colocada dentro de uma panela, temperada com sal grosso e parcialmente coberta por água. Quando a água ferve, a espuma e a gordura devem ser retiradas; então, o alimento é cozido com tampa fechada de uma hora a uma hora e meia, até que a carne esteja inteiramente cozida mas ainda não esteja se separando dos ossos. O prato pode ser servido imediatamente, ainda quente, ou deixado para esfriar e servido frio.